# 丽克·默勒·彼泽森
丽克·默勒·彼泽森（丹麥語：Rikke Møller Pedersen，1989年1月9日—）生于欧登塞，是一名丹麦女子游泳运动员，主攻蛙泳。她在六岁时开始练习游泳，2004年首次代表丹麦国家队参赛。她曾在2013年世界游泳锦标赛女子200米蛙泳半决赛中以2分19秒11打破世界纪录，并在决赛中获得银牌。两年后，她在世锦赛同一项目决赛上与中国选手史婧琳和西班牙选手杰茜卡·巴利均以2分22秒76的成绩到达终点，造就了三人同获铜牌的罕见一幕。2016年里约奥运，她在女子4×100米混合泳接力项目上收获一枚铜牌，这是她职业生涯的唯一一枚奥运奖牌。2019年1月，她正式宣布退役，退役后，她成为体育节目的主持人。